# Classica di San Sebastián 1996
La Classica di San Sebastián 1996, sedicesima edizione della corsa e valevole come sesta prova della Coppa del mondo 1996, si svolse il 10 agosto 1996, per un percorso totale di 234 km. Fu vinta dal tedesco Udo Bölts, al traguardo con il tempo di 5h45'55" alla media di 40,588 km/h.
Partenza a San Sebastián con 193 ciclisti di cui 180 portarono a termine il percorso.

## Ordine d'arrivo (Top 10)
| Pos. | Corridore            | Squadra       | Tempo    |
| ---- | -------------------- | ------------- | -------- |
| 1    | Udo Bölts            | Deutsche Tel. | 5h45'55" |
| 2    | Stefano Cattai       | Roslotto      | s.t.     |
| 3    | Massimo Podenzana    | Carrera       | s.t.     |
| 4    | Richard Virenque     | Festina       | s.t.     |
| 5    | Marco Fincato        | Roslotto      | s.t.     |
| 6    | Alberto Elli         | MG Maglificio | s.t.     |
| 7    | Fabio Baldato        | MG Maglificio | a 1'01"  |
| 8    | Andrea Ferrigato     | Roslotto      | s.t.     |
| 9    | Francesco Casagrande | Saeco         | s.t.     |
| 10   | Laurent Jalabert     | ONCE          | s.t.     |